# Scyracepon hawaiiensis
Scyracepon hawaiiensis là một loài chân đều trong họ Bopyridae. Loài này được Richardson miêu tả khoa học năm 1910.